# Wilhelm Beier (Journalist)
Wilhelm Ferdinand Hermann Beier (* 13. August 1905 in Berlin; † 19. Februar 1988 ebenda) war ein deutscher Widerstandskämpfer gegen den Nationalsozialismus, Journalist und Leiter der Verlage Volk und Welt, Sportverlag und Tribüne.

## Leben
Wilhelm Beier wurde 1905 in Berlin als Sohn einer Näherin und eines Schlossers geboren. Nach der Realschule besuchte er 1919 die Buchdruckerfachschule und studierte von 1921 bis 1928 an der Kunstgewerbeschule Berlin und der Kunsthochschule Berlin-Schöneberg. Nebenher arbeitete Beier schon ab 1924 als Zeitschriftenredakteur und von 1926 bis 1931 als Werbegrafiker. 1929 trat Beier in die KPD ein und unterstützte die illegale Arbeit der ab 1933 verbotenen Partei bis 1939 als Drucker und Passfälscher. Unter dem Decknamen Dühring oder Burger baute er verschiedene illegale Druckereien im Saarland und in Prag auf. 1936 bis 1939 war Beier am Aufbau einer illegalen Setzerei und Druckerei in Paris beteiligt. 1939 wurde Beier verhaftet und interniert. Ihm gelang die Flucht und er reiste mit falschen Papieren nach Algerien und Marokko und arbeitete dort unter anderem als Holzfäller. 1941 schloss er sich einer Gruppe spanischer Kommunisten an und war an Sabotageakten auf Waffentransporte der deutschen Wehrmacht beteiligt. 1943 und 1944 kämpfte Beier in den Reihen der französischen Résistance. 1945 wurde er Mitglied der KPD-Leitung in Paris und der Bewegung Freies Deutschland für den Westen (CALPO).
Im Oktober 1945 kehrte Beier nach Deutschland zurück und wurde 1946 Mitglied der SED. 1945 bis 1950 war Beier Leiter des Deutschen Funkverlages und in dieser Eigenschaft Gründer und bis 1946 Chefredakteur der Zeitschrift Der Rundfunk. 1947 wurde Beier Lizenzträger, Mitbegründer und Leiter des Verlages Volk und Welt. 1950 bis 1954 wurde Beier Leiter des Sportverlages und des Verlages Tribüne. Von 1955 bis 1974 war Beier wissenschaftlicher Mitarbeiter der Arbeitsgruppe und später des Instituts für Theorie und Geschichte der Körperkultur an der Deutschen Hochschule für Körperkultur Leipzig. Von 1956 bis 1977 war Beier zusätzlich Vorsitzender der Zentralen Revisionskommission des Verbandes der Journalisten. Ab 1970 war Beier Mitglied der Historikerkommission des Weltrates für Körpererziehung und Sport bei der UNESCO. Nebenher war er bis 1978 als Dolmetscher für Französisch für das Zentralkomitee der SED tätig. Beier verstarb 1988 in Berlin, seine Urne wurde auf dem Friedhof Baumschulenweg bestattet.

## Ehrungen
- 1981: Vaterländischer Verdienstorden in Gold
- 1985: Karl-Marx-Orden